# Hyaloscotes sheppardi
Hyaloscotes sheppardi är en fjärilsart som beskrevs av Freeman 1944. Hyaloscotes sheppardi ingår i släktet Hyaloscotes och familjen säckspinnare. Inga underarter finns listade i Catalogue of Life.